# Nephelodes tertialis
Nephelodes tertialis är en fjärilsart som beskrevs av Smith 1903. Nephelodes tertialis ingår i släktet Nephelodes och familjen nattflyn. Inga underarter finns listade i Catalogue of Life.